# Transkaukasischer Mull-Lemming
Der Transkaukasische Mull-Lemming (Ellobius lutescens) ist ein in Asien verbreitetes Nagetier in der Unterfamilie der Wühlmäuse. Die Population galt zeitweilig als Synonym des Südlichen Mull-Lemmings (Ellobius fuscocapillus). Untersuchungen der Chromosomen stellten deutliche Unterschiede fest.

## Merkmale
Dieser recht kleine Vertreter der Gattung Mull-Lemminge erreicht eine Kopf-Rumpf-Länge von 100 bis 140 mm, eine Schwanzlänge von 7 bis 19 mm und ein Gewicht von 58 bis 84 g. Typisch für die Art ist ein kurzer abgerundeter Kopf mit winzigen Augen, äußeren Ohren, die nur aus kleinen Hautlappen bestehen sowie bis zu 14,5 mm lange borstige Vibrissen. Am gut behaarten Schwanz bilden längere Haare eine Quaste. Zum Graben besitzen die Hinterfüße kurze kräftige Krallen und einen Saum mit borstigen Haaren an der Ferse. Der Transkaukasische Mull-Lemming hat weiches dichtes Fell mit gelbbrauner bis dunkelbrauner Färbung, das um die Augen und über der Schnauze am dunkelsten ist. Gelegentlich kommen weiße Flecken auf der Unterseite oder selten an anderen Stellen vor. Von den paarig angeordneten Zitzen der Weibchen liegen zwei auf der Brust und vier im Leistenbereich. Hinter den langen Schneidezähnen befindet sich größerer Zwischenraum (Diastema). Die Art hat Mahlzähne mit Wurzeln.

## Verbreitung
Das Verbreitungsgebiet liegt südlich des Kaukasus im Osten der Türkei, in Armenien, im nordöstlichen Irak im nordwestlichen Iran und im südlichen Aserbeidschan. Dieses Nagetier lebt im Hügel- und Bergland zwischen 700 und 2500 Meter Höhe. Es bewohnt Halbwüsten, Steppen und andere Grasländer.

## Lebensweise
Eine Gruppe oder Kolonie gräbt wie andere Gattungsvertreter komplexe Tunnelsysteme. Dabei wird die Erde mit den Schneidezähnen gelöst und mit den Füßen nach hinten geschoben. Die Tunnel zur Nahrungssuche haben einen Durchmesser von 6 bis 9 cm und liegen 16 bis 48 cm tief. Zusätzlich gibt es Schlaf- und Vorratskammern sowie Fluchttunnel. Das Nest wird mit Gras und anderen weichen Gegenständen, die Stoffe und Plastik enthalten können, gepolstert. An den Ausgängen entstehen Erdhaufen von 20 bis 50 cm Durchmesser und 9 bis 14 cm Höhe. Für eine Kolonie in der Türkei wurde ein Revier von 108 m² festgestellt. Der Transkaukasische Mull-Lemming geht unabhängig von der Tageszeit auf Nahrungssuche. Er frisst unterirdische Pflanzenteile von Arten der Gattungen Storchschnäbel, Knollenkümmel oder Lauch. In Landwirtschaftsgebieten zählen auch Kartoffeln, Zwiebeln und Karotten zur Nahrung.
Die Fortpflanzungszeit reicht von März bis Oktober mit den meisten Geburten im Frühjahr. Nach einer Trächtigkeit von durchschnittlich 21 Tagen kommen meist 2 bis 4 und selten bis zu 6 Neugeborene vor. Diese sind anfänglich nackt und blind mit einem Gewicht von etwa 3,5 g. Unter den ersten 19 bis 21 Tagen haben sich die Jungtiere an eine Zitze der Mutter festgesaugt. Nach etwa 24 Tagen beginnen sie mit fester Nahrung und nach 25 bis 33 Tagen erhalten sie keine Muttermilch mehr. Die Geschlechtsreife tritt nach 16 bis 17 Wochen ein. Bei Weibchen in Gefangenschaft lagen ungefähr 28 Tage zwischen zwei Geburten.

## Gefährdung
Es liegen keine Bedrohungen vor. In der Türkei wurden 240 Exemplare pro Hektar festgestellt. Die IUCN listet den Transkaukasischen Mull-Lemming als nicht gefährdet (least concern).